# 天津信达广场
天津信达广场是天津市和平区一個商業大廈，由香港信德集团與天津市市屬國企發展。項目第二期現由北京万通地产股份擁有。

## 第一期
天津信达广场由天津华信商厦有限公司投资兴建。华信商厦有限公司原股東為香港信德集团（50%）、华联商厦中原公司（40%）與和平区建设开发公司（10%）。 其後泰达集团取代和平区建设开发公司成為股東之一；华联商厦中原公司亦更名為天津华联商厦股份、中原百货集团股份。
經增资後信德（天津投資）佔华信商厦58%股權、泰达集团佔37%、中原百货佔5%股權。1992年华信商厦注册资本為4亿元人民币 2014年資料顯示华信商厦注册资本為4.2亿元。 信德（天津投資）的間接股東是信德集团（100% 無表決權遞延配息股份─Non-voting deferred shares，佔50%股本）及英属维尔京群岛公司Zigfield Agents Limited（100% 普通股，佔50%股本），鄭家純為信德（天津投資）公司的董事之一。
2014年泰达集团招標出售17%股權。

## 第二期
信达广场第二期酒店項目由天津和信发展有限公司（簡稱天津和信）投资兴建。原股東為信德（天津投资）（58%）、泰达集团（37%）及中原百货（5%）。2010年北京万通地产股份以4.73亿元人民幣收購天津和信全部股權。

## 外部連結
- 天津华信商厦有限公司 （页面存档备份，存于）